# 1472 en philosophie
Chronologie de la philosophie
- 1468
- 1469
- 1470
- 1471
- 1472
- 1473
- 1474
- 1475
- 1476

L’année 1472 a été marquée, en philosophie, par les événements suivants :

## Naissances
- Wang Yangming (Wáng Yángmíng 王陽明), surnom de Wang Shouren (Wáng Shǒurén 王守仁), est un grand philosophe chinois né en 1472 à Yuyao (Yúyáo 餘姚; Zhejiang) et mort en 1529 dans le Guangxi.